# مسجد تربانة
مسجد تربانة أحد أشهر مساجد الإسكندرية، يقع في شارع فرنسا بقسم المنشية – حي الجمرك. سمي كذلك نسبة للحاج إبراهيم تربانة الذي أنشأة سنة 1097هـ - 1685م.

## الوصف المعماري
هو مسجد معلق – يتكون من طابقين.
مشيد على الطراز العثماني، ويعتبر آخر الأثار العثمانية الباقية في الأسكندرية.
ملحق بالجامع حجرات سكنية، وكانت تلك عادة عند بناء المساجد في زمن العثمانيين.
الطابق السفلي من المسجد عبارة عن مجموعة من المال التجارية، وكان الغرض من وجودها عند بناء المسجد توفير دعم مالي للمصروفات.
ظهر هذا النموذج من المساجد في مصر أثناء العصر الفاطمي و من الناحية المعمارية ينتمى المسجد إلى طراز يطلق عليه طراز الدلتا لانتشاره في بعض مدن دلتا مصر في العصر العثماني و خاصة في مدينتين رشيد و فوه . و أهم خصائص هذا الطراز تتمثل في استخدام الطوب المنجور فهو طوب صغير الحجم ملون بالأسود و الأحمر و كان يبنى في أشكال زخرفية هندسية يزين به مداخل المساجد و البيوت . كما تأخذ قاعة الصلاة في مسجد تربانه الشكل المستطيل و تبلغ مساحتها حوالي 350 متر مربع و هي مسقوفة بسقف خشبي تزينه زخارف ملونة و السقف محمول علي أربعة صفوف من العقود المرتكزة علي ثمان أعمدة رخامية، بينما خصصت شرفة داخلية (ميزانين) كمصلي للسيدات .
ويضم المسجد عددا كبيرا من الأعمدة التي تعود إلي عصور سابقة علي عصر بناء المسجد و بالذات العصور اليونانية و الرومانية و قد كانت هذه الأعمدة في مبان قديمة تهدمت أو في الميادين العامة و تم استخدامها مرة أخرى في المباني التي أقيمت بالإسكندرية في العصور الإسلامية.
كما ترتكز مئذنة المسجد علي عمودين ضخمين من الجرانيت تزينها زخارف رومانية و يعلوا العمودين قبو متقاطع يحمل المئذنة و هذا النوع من المآذن تميزت به مساجد الإسكندرية في العصر العثماني .
والمئذنة نفسها تتكون من ثلاثة أجزاء أولها جزء أجوف مثمن الشكل يحتوي على سلم خشبي دائري يربط سطح المسجد بالجزء الثاني من المئذنة و هو شرفة المؤذن أما الجزء الثالث من المئذنة فيتكون من قاعدة تسمي ( الكرسي) و عمودا اسطوانيا محلي بقنوات راسية يسمي البدن يعله جزء يشبه القبة يسمي الخوذة.
كما يضم المسجد مجموعات مختلفة من بلاطات القيشاني المزجج المصنوعة و الملونة يدويا ...وهي تتركز في حائط المحراب و حائط مدخل المسجد بالدور العلوي، و تتنوع أحجام هذه البلاطات، و تزينها زخارف هندسية و نباتية .
و يمثل المسجد أهم ما تبقى من معالم العصر العثماني في الإسكندرية و يخضع حاليًا للترميم من قبل هيئة الآثار.

## الطابق الأول
عبارة عن عدد من المحلات التي أوقفت للصرف علي المسجد وبه سبيل.

## الطابق الثاني
يصعد إليه عن طريق سلم ذو طرفين ودرجاته من الجرانيت ويوجد به بيت للصلاه.
- المحراب:- يتوسط الجدار الجنوبي الشرقي عمقه متر واحد ومساحته مترين مربعين، مزين ببلاطات قيشاني ترجع إلي العصر العثماني.
- المدخـل:- له مدخلان في الجهة الجنوبية الغربية وهو عبارة عن فتحة مستطيلة والمدخل الآخر في الجهة الشمالية الغربية ويصل إلي الميضأة.
- الميضأة:- مكان مستطيل الشكل به سبع دورات مياه ومكان الوضوء وسقف مغطي بسعفة خشبية من عروق وألواح
- المئـذنة:- براطيم خشبية

## معرض صور

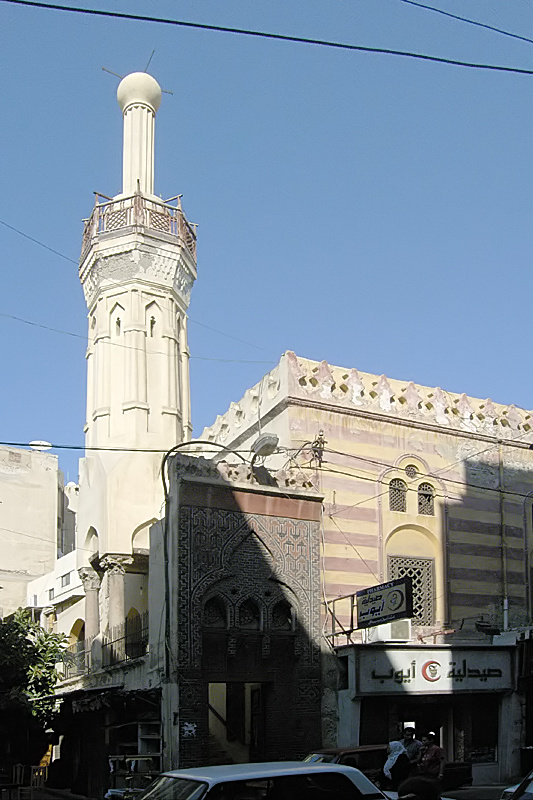
الجدار الغربي
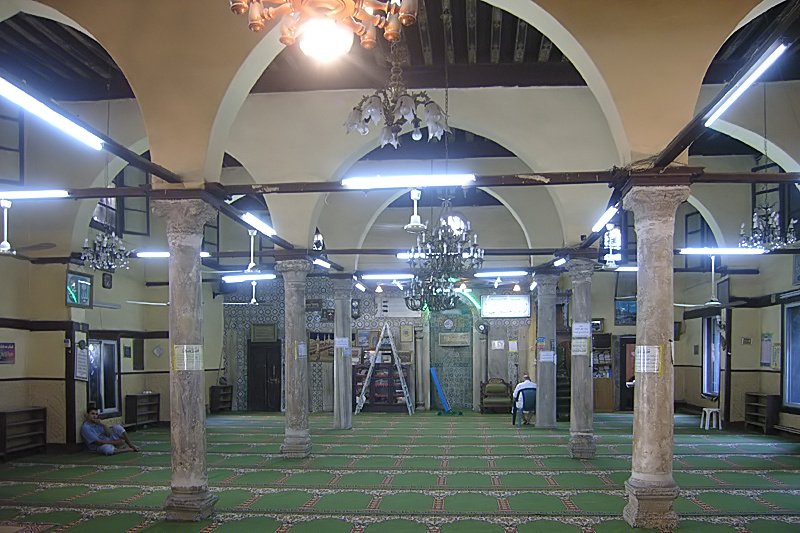
المسجد من الداخل

## روابط خارجية
- مقالة في جريدة الشرق الأوسط
- مقالة في موقع الإسكندرية للجميع